# Thỏ trắng Viên

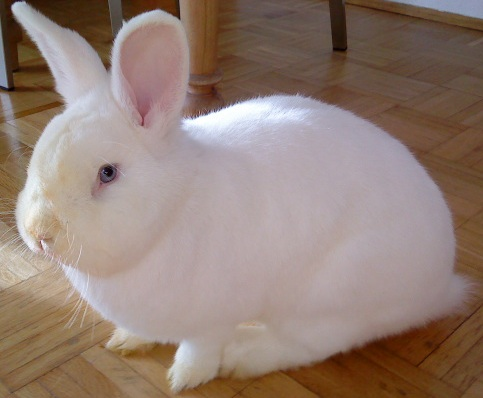
Thỏ trắng Viên

Thỏ trắng Viên (Blanc de Vienne) là một giống thỏ có nguồn gốc từ thủ đô Viên của nước Áo. Chúng xuất hiện từ sự chọn lọc của thỏ Hà Lan bị đổi màu thành một con thỏ trắng với đôi mắt màu khác với màu bạch tạng (màu đỏ). Đến năm 1910, những con thỏ trắng Vienna được nhập khẩu vào Đức, mà nhanh chóng quan tâm đến giống này. 

## Lịch sử
Vienna trắng là kết quả của những nỗ lực lâu dài của một số nhà nuôi thỏ cho để cho ra đời con thỏ trắng nhưng trong con mắt của một màu khác hơn màu đỏ, màu sắc mà chúng có hệ thống lấy ở thỏ bạch tạng. Một nỗ lực tiến hành ở Đức bởi Hermann Ziemer từ việc lai thỏ Hà Lan đã kết thúc trong thất bại.
Nó được cho là con thỏ trắng với đôi mắt màu xanh nhưng với một số điểm trên mông và đôi tai và xung quanh mắt đôi khi đầy màu sắc. Năm 1912, hai con thỏ màu trắng Vienna được trình bày như là "chủng tộc khác. Kết quả từ sự chọn lựa thỏ Hà Lan và Vienna trắng là một giống thỏ nhỏ khi nó lần đầu tiên xuất hiện. Tuy nhiên, các nhà lai tạo quan tâm ngày càng tăng kích thước của nó, gây ra một sự bất đồng nhất nhất định 

## Đặc điểm
Thỏ Vienna trắng là một con thỏ có kích thước tầm trung, có trọng lượng từ 3 đến 5 kg. Nó có một thân hình trụ, lực lưỡng, một cái yên dày và mông tròn. Người đứng đầu được kết nối với cơ thể bằng một nét ngắn, tai mở rộng, và đo được giữa 10,5 và 13 cm. Con cái có diềm cổ, Các con thỏ trắng Vienna, hoàn toàn màu trắng, rất dày đặc, mềm và mịn, đôi mắt màu xanh.
Chúng là vật nuôi nhạy cảm với các yếu tố ngoại cảnh (chốn trạy, sợ tiếng động), khả năng thích ứng với môi trường kém. Sống trong nhà chúng sẽ được an toàn hơn. Cần tránh tiếp xúc với các loài động vật khác, đặc biệt là chuột. Nếu ban ngày chúng ăn không hết thức ăn thì cần vét sạch máng, nếu thừa chuột sẽ lên ăn và cắn chết thỏ, nhất là thỏ con mới đẻ.
Dạ dày chúng co giãn tốt nhưng co bóp yếu. Nhiều con bị chứng sâu răng hành hạ và có vấn đề về tiêu hóa. Chúng cũng bị mắc một số bệnh như bại huyết, ghẻ, cầu trùng, viêm ruột, do ăn thức ăn sạch sẽ, không bị nấm mốc. Nếu thấy chúng có hiện tượng phân hôi, nhão sau đó lỏng dần thấm dính đét lông quanh hậu môn, kém ăn, lờ đờ uống nước nhiều đó là bệnh tiêu chảy. 

## Chăm sóc
Cho ăn cà rốt có thể khiến chúng bị sâu răng, cũng như gây nên những vấn đề về sức khỏe khác. Cà rốt và táo chứa nhiều đường thực vật, chỉ nên cho thỏ ăn những loại này ít. Chúng thích cam thảo nhưng nó lại không tốt bởi thỏ không thể tiêu hóa đường. Chúng thông thường không ăn rau củ có rễ, ngũ cốc hoặc trái cây, đặc biệt là rau diếp. Nên cho thỏ ăn cỏ, cải lá xanh đậm như bắp cải, cải xoăn, bông cải xanh.
Luôn có thức ăn xanh trong khi chăm sóc, lượng thức ăn xanh cho chúng luôn chiếm 90% tổng số thức ăn trong ngày. Có thể cho chúng ăn thêm thức ăn tinh bột, không được lạm dụng vì chúng sẽ dễ bị mắc bệnh về đường tiêu hóa dẫn đến chết. Nhiều người cho rằng thỏ không cần uống nước là sai. Thỏ chết không phải do uống nước hay ăn cỏ ướt mà vì uống phải nước bẩn và ăn rau bị nhiễm độc.
Thỏ sơ sinh sau 15 giờ mới biết bú mẹ. Trong 18 ngày đầu thỏ hoàn toàn sống nhờ sữa mẹ. Nếu được bú đầy đủ thì da phẳng và 5-8 ngày đầu mới thấy bầu sữa thỏ mẹ căng phình ra, thỏ con nằm yên tĩnh trong tổ ấm, chỉ thấy lớp lông phủ trên đàn con động đậy đều. Nếu thỏ con đói sữa thì da nhăn nheo, bụng lép và đàn con động đậy liên tục. Nguyên nhân chủ yếu thỏ con chết là do đói sữa, dẫn đến suy dinh dưỡng, chết dần từ khi mở mắt.